# Cloud (film)
Pour les articles homonymes, voir Cloud.
Pour plus de détails, voir Fiche technique et Distribution.
Cloud (クラウド, Kuraudo) est un film japonais réalisé par Kiyoshi Kurosawa, sorti en 2024.

## Synopsis
Ryosuke décide d'arrêter son travail à l'usine pour revendre des objets sur internet. Tout marchait bien jusqu'à ce que certains clients commencent à être menaçant au point de vouloir sa mort. 

## Fiche technique
- Titre original : クラウド (Kuraudo?)
- Titre français : Cloud[1]
- Réalisation : Kiyoshi Kurosawa
- Scénario : Kiyoshi Kurosawa
- Photographie : Yasuyuki Sasaki
- Costumes : Norifumi Ataka
- Photographie : Yasuyuki Sasaki
- Montage : Koichi Takahashi
- Musique : Takuma Watanabe
- Production : Yumi Arakawa
- Société de production : Nikkatsu, Tokyo Theatres Company
- Société de distribution :
- Pays de production :  Japon
- Langue originale : japonais
- Format : couleur - 1,85:1
- Genre : drame, thriller, crime
- Durée : 123 minutes
- Dates de sortie :
  - Italie : 30 août 2024 (Mostra de Venise 2024)[2]
  - Japon : 27 septembre 2024 (sortie nationale)[3]
  - Canada : 5 septembre 2024 (Festival international du film de Toronto 2024)
  - France : 15 avril 2025 (Hallucinations collectives 2025), 4 juin 2025 (sortie nationale)
  - Suisse : 8 juillet 2025 (Festival international du film fantastique de Neuchâtel),
- Film interdit aux moins de 12 ans en France

## Distribution
- Masaki Suda : Ryosuke Yoshii
- Kotone Furukawa : Akiko
- Daiken Okudaira (en) : Sano
- Amane Okayama (en) : Miyake
- Yoshiyoshi Arakawa (en) : Takimoto
- Masataka Kubota (en) : Muraoka
- Yoshiyuki Morishita :  Murota

## Autour du film

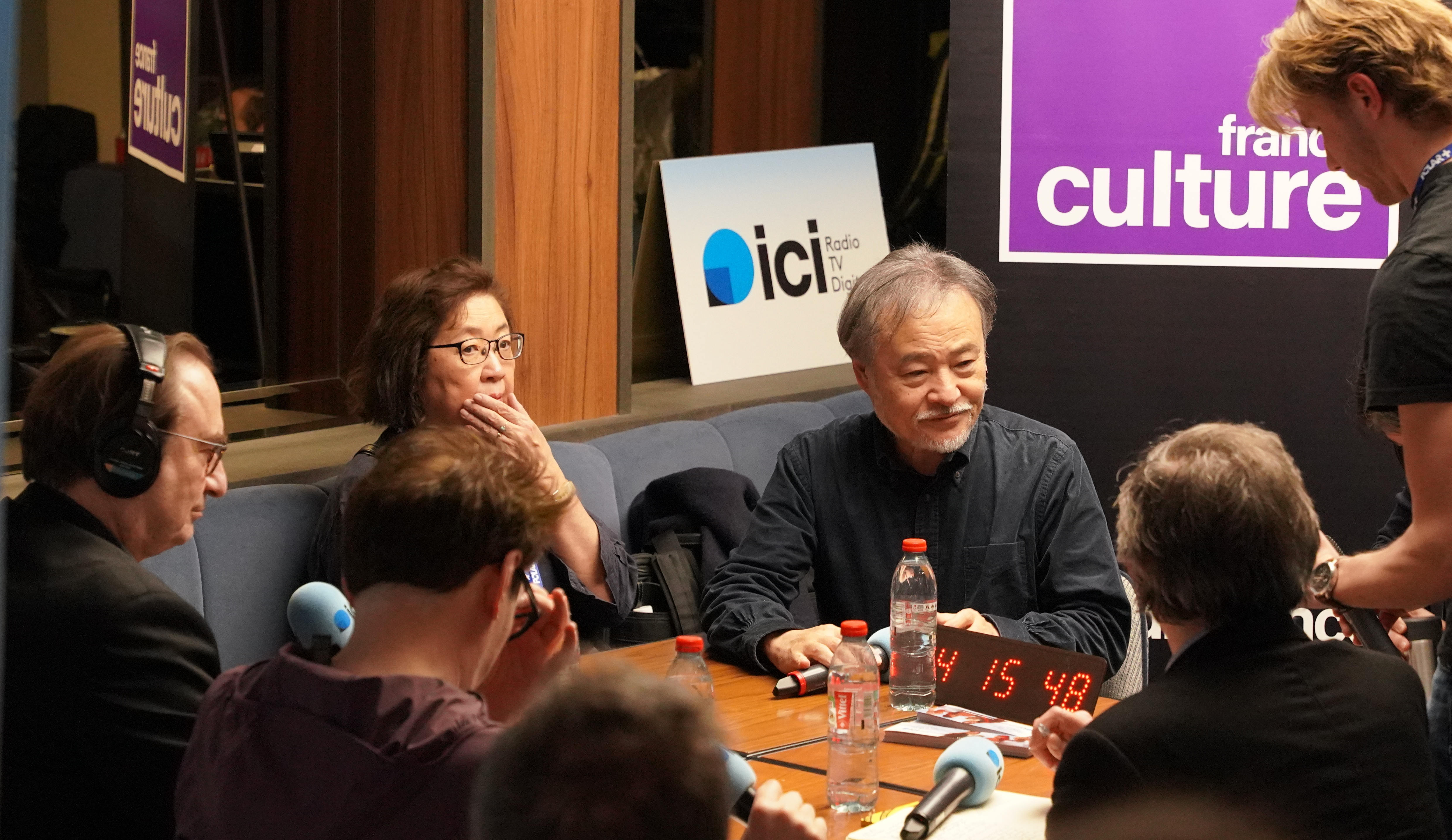
Avant première lors de Reims Polar, enregistrant Mauvais Genres pour France Culture.

Cloud est sélectionné pour représenter le Japon à l'Oscar du meilleur film international 2025.

## Distinctions

### Nomination
- Catalogne 2024 : en selection[5]

### Sélection
- Mostra de Venise 2024 : en Fuori Concorso[6]
- Oscar du meilleur film international : en selection[4].